# Barbara Sherwood Lollar
Pour les articles homonymes, voir Sherwood.
Barbara Sherwood Lollar, née le 19 février 1963 à Kingston en Ontario, est une géologue et universitaire canadienne. Elle est professeure à l'université de Toronto, et ses recherches concernent l'eau souterraine. 

## Biographie
Barbara Sherwood Lollar naît à Kingston en Ontario, fille de John M. Sherwood et de Joan Sherwood, historiens et universitaires à l'université Queen's de Kingston,. Elle fait ses études à l'université Harvard, où elle obtient son diplôme de géologie, puis elle réalise un doctorat à l'université de Waterloo et un post-doc à l'université de Cambridge. Elle est nommée en 1992 à l'université de Toronto, où elle est professeure au département des sciences de la Terre. Elle dirige le Stable Isotope Laboratory et est nommée à une chaire de recherche en géochimie isotopique de la Terre et de l'environnement en 2007, où elle est confirmée en 2014. En 2019, elle est élue membre de la Royal Society.

## Distinctions et honneurs
- 2004 : membre de la Société royale du Canada
- 2010 : fellow du Collège Massey
- 2012 : prix ENI de la protection de l'environnement[9]
- 2015 : membre de l'union américaine de géophysique
- 2016 :
  - prix John C. Polanyi du Conseil de recherches en sciences naturelles et en génie[10]
  - compagnon de l'Ordre du Canada pour ses contributions à la géochimie, notamment dans la mise au point de mécanismes novateurs d'assainissement des eaux souterraines et pour la découverte de fluides anciens ayant une incidence sur la vie sur d'autres planètes[11]
  - prix Bancroft de la Société royale du Canada [12].
- 2018 : médaille Logan[9]
- 2019 :
  - membre de la Royal Society[13]
  - médaille d'or Gerhard-Herzberg en sciences et en génie du Canada[9]